# Christian Numsen
Christian Frederik (von) Numsen (11. april 1741 i København – 26. november 1811 i Helsingør) var overhofmarskal, diplomat, generalløjtnant, og gehejmeråd. Han var sidste medlem af slægten Numsen, der især i militær henseende gjorde sig bemærket i 1700-tallets Danmark.
Han blev født 1741 som søn af Michael Numsen og Margrethe Marie Thomasine von Ingenhaef (1705-76) og var bror til Frederik Numsen. Han var gesandt i Sankt Petersborg fra 1772 til 1775, direktør for Øresunds Toldkammer 1776, overkammerherre og første deputeret i Generaltoldkammeret 1781.
Han var også numismatiker, 1. direktør for Det Kongelige Teater (fra 1784 til 1791) og leder af Det kgl. Mønt- og Medaillekabinet i København 1784-1791. Derudover var han ejer af godset Bjergbygård nær Holbæk 1783-1787.
Som chef for Det kgl. Teater søgte han at udskifte de sædvanlige syngespil med det han kaldte "den store opera". Numsen fik derfor den internationalt anerkendte tyske komponist og dirigent Johann Gottlieb Naumann til København. Det Kongelige Operakor var således Numsens opfindelse.
Den 26. januar 1759 blev han optaget i den københavnske frimurerloge St. Martin.
Han var gift med komtesse, overhofmesterinde Margrethe von der Lühe, født Holck (16. februar 1741 på Orebygård – 1. oktober 1826 i København).
Numsen er begravet i Helsingør. Han er portrætteret af Jens Juel (1784, Frederiksborgmuseet) og på en rødkridtstegning af Paul Ipsen (1784, sammesteds). Han er også gengivet på et ovalt maleri, angives at være af Erik Pauelsen (Løvenborg). Portrætteret på Wilhelm von Haffners tegning 1781 af appartementet på Christiansborg (De Danske Kongers Kronologiske Samling). Pastel hos familien Krag-Juel-Vind-Frijs.